# Peccioli
Peccioli  és un municipi situat al territori de la província de Pisa, a la regió de la Toscana, (Itàlia).
Peccioli limita amb els municipis de Capannoli, Lajatico, Montaione, Palaia, Terricciola i Volterra.

## Galeria

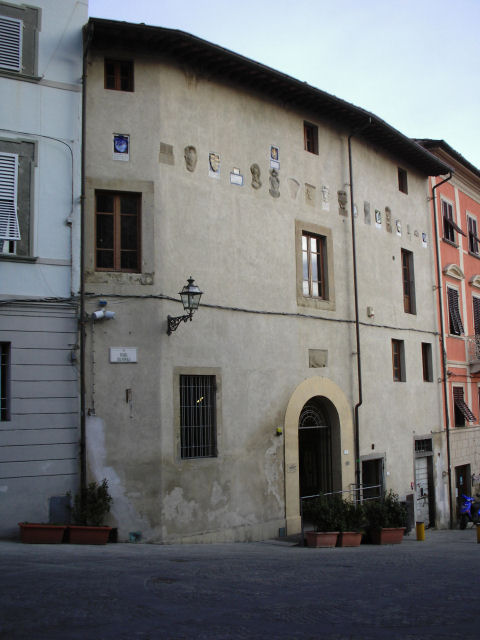
Palazzo Pretorio
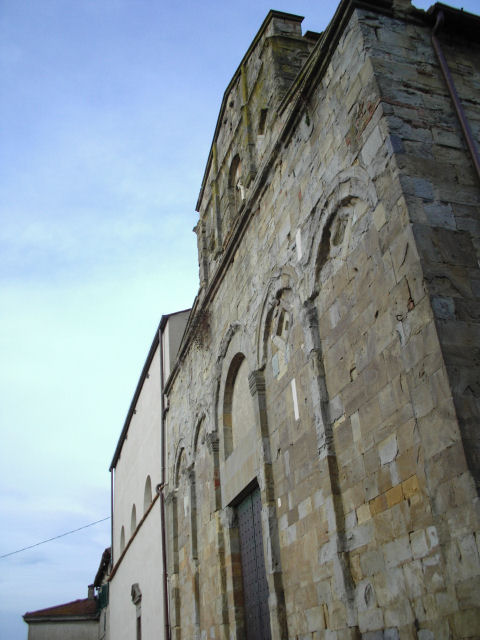
Església de S. Verano
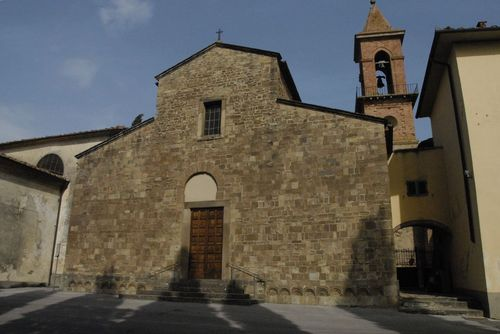
Església de Fabbrica
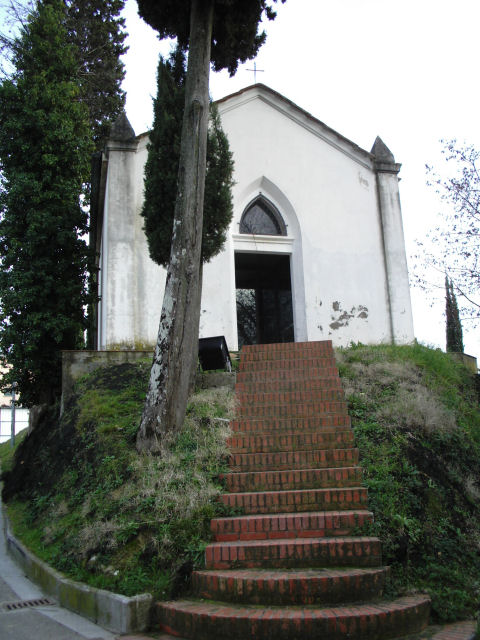
Capella de Sta. Caterina
Localització del municipi a la prov. de Pisa